# Tino Júnior
Tino Junior (nome artístico de Celestino de Azevedo Vivas Junior; Rio de Janeiro, 30 de julho de 1975) é um apresentador de televisão brasileiro.

## Carreira
Atuou na FM O Dia, durante meados dos anos 2000, até ser contratado para trabalhar no Sistema Globo de Rádio, primeiramente na Beat98 desde 2008 e mais tarde, desde 2009 na Rádio Globo apresentando o programa Vale-Tudo na Globo que ficou no lugar do Quintal da Globo, à noite e, anos depois, passado a ser à tarde. Algumas de suas marcas características são seu forte sotaque carioca e o bordão “Que isso, fera!”. Foi responsável por dar o nome duas das Mulheres Fruta, Andressa Soares, a Mulher-Melancia e Renata Frisson, a Mulher-Melão.
Em 15 de maio de 2014, Tino recebe um novo desafio de apresentar o programa humorístico Alegria ao Meio-dia, das 12h as 14h, junto com a Tropa do Riso, composta por Maurício Menezes, Helio Junior e Sergio Ricardo. O Vale-Tudo, dá lugar ao David da Tarde, apresentado por David Rangel, das 14h as 17h.
Após seis anos, Tino deixa o Sistema Globo de Rádio definitivamente. O programa Alegria, passa a ser comandado por Mário Esteves e também a Beat98, pois foi contratado pela Record para apresentar o telejornal RJ no Ar. Em janeiro de 2018, apresentou interinamente o programa Hoje em Dia, nas férias de César Filho
Em junho de 2018, voltou à rádio FM O Dia apresentando o novo programa Que Isso, Fera! pela manhã e permanece na RecordTV com o Balanço Geral RJ no período da tarde. Tino deixou a FM O Dia em 2021, ficando apenas na televisão.

## Trabalhos

### Rádio
- Na Madruga - FM O Dia
- Que Isso, Fera! - FM O Dia
- Show do Tino - Beat98
- Programação aos sábados. da Beat98 - Beat98
- Bate Boca - Beat98 (somente aos sábados)
- Vale Tudo - Rádio Globo
- Alegria do Meio Dia - Rádio Globo

### Televisão
- RJ no Ar - Record Rio
- Balanço Geral Manhã - Record
- SP no Ar - Record SP
- Balanço Geral RJ - Record Rio
- Hoje em Dia - Record
- Locutor Oficial de chamadas e oferecimentos - Record Rio

## Prêmios e indicações
| Ano  | Prêmio                    | Categoria                    | Resultado | Ref.         |
| ---- | ------------------------- | ---------------------------- | --------- | ------------ |
| 2023 | Melhores do Ano NaTelinha | Melhor Apresentador(a) Local | Venceu    | [ 9 ] [ 10 ] |